# Rioverde
Rioverde – miasto w Ekwadorze, w prowincji Esmeraldas, siedziba kontonu Río Verde.